# Stazione di Favazzina
La stazione di Favazzina è una stazione ferroviaria posta sulla linea Battipaglia-Reggio Calabria. Serve il centro abitato di Favazzina.

## Storia
A partire dal 1º maggio 1902 la fermata di Favazzina fu abilitata al trasporto merci a grande e piccola velocità.
La stazione venne ricostruita in occasione del raddoppio della linea, con l'erezione di un nuovo fabbricato viaggiatori; i lavori furono completati nel 1961.

## Movimento
La stazione è servita dai treni del servizio ferroviario suburbano di Reggio Calabria.

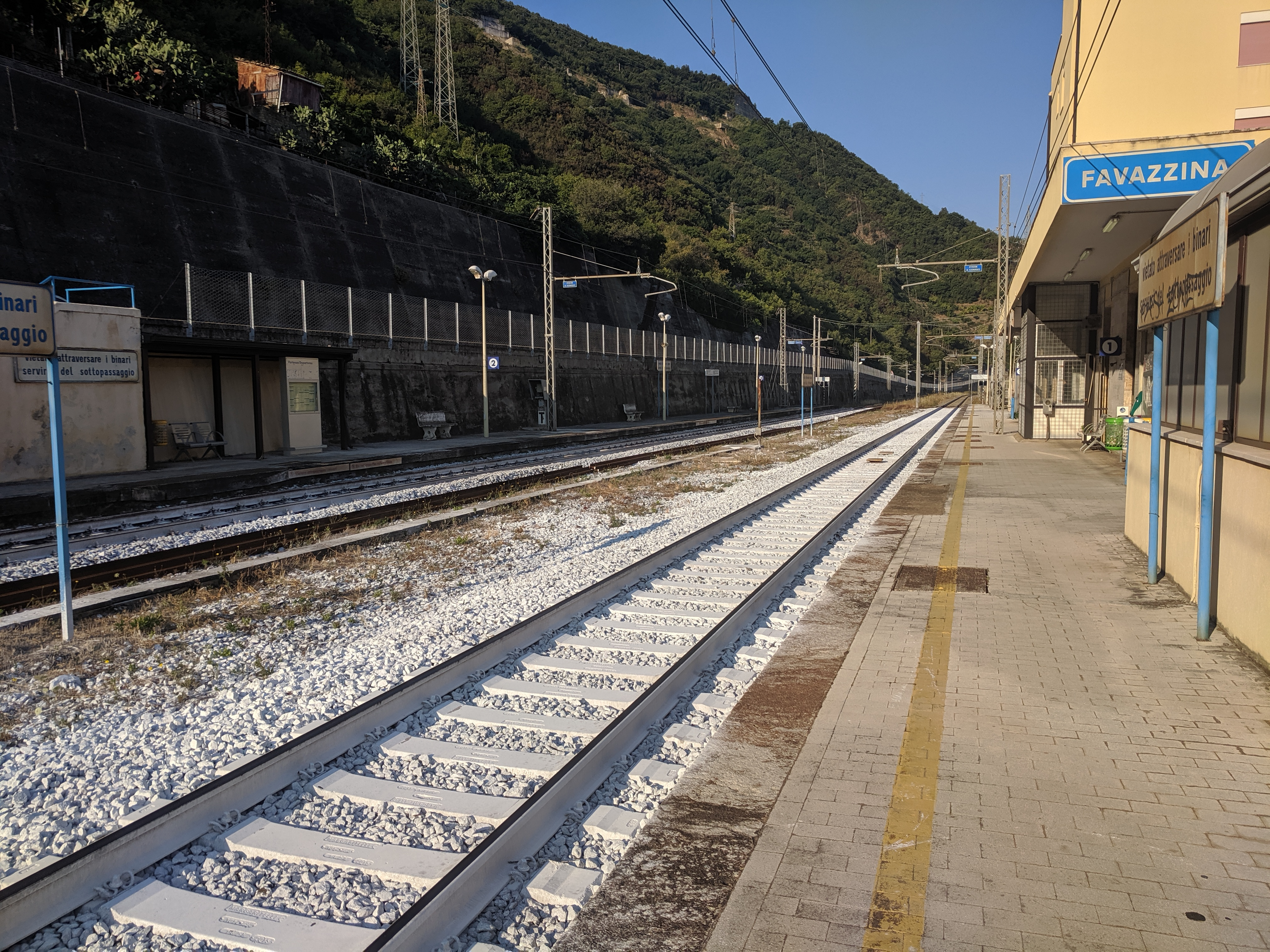
Vista binari